# تجارو
| G47 | Z1 · E23 · Z1 · O49 |

| G47 | Z1 · E23 · Z1 · O49 |

| G47 | G1 | D21 · Z7 · O49 |

| G47 | G1 | D21 · Z7 · O49 |

| G47 | E23 · X1 · N25 · O49 |

| G47 | E23 · X1 · N25 · O49 |

| G47 | E23 · X1 · O49 |

| G47 | E23 · X1 · O49 |

تجارو (بالهيروغليفية:ṯꜣrw)، أشكال أخرى قديمة للاسم تضمنت: زارو، ثارو، جارو، ثاروو، جاروو، وتجيل. كان حصنًا مصريًا قديمًا على طريق حورس أو طريق حورس العسكري، وهو الطريق الرئيسي بين مصر وكنعان. عُرِفَ في اليونانية باسم Selē (بالإغريقية: Σελη)‏، وباللاتينية Sile أو Sele ، وباللغة القبطية Slē أو Selē (بالقبطية: Ⲥⲉⲗⲏ أو Ⲥⲗⲏ)‏. ويعتقد أن بقاياه الآن في تل حبوة بالقرب من القنطرة.

## التاريخ
كان حورس ميسين يعبد في تجارو على شكل أسد، وبسبب صلته الدينية الوثيقة بإدفو، يشار إليه أحيانًا باسم إدفو مصر السفلى.
لأن تجارو كانت حصن حدودي في منطقة صحراوية قاحلة، فأصبحت مكانًا لنفي المجرمين. يهدد حورمحب في مرسومه بعقاب المسؤولين على جرائم مختلفة بالتشهير والنفي إلى تجارو.

## ذكرها في رسائل العمارنة
تمت الإشارة إلى سيلو مرتين في رسالة من مراسلات رسائل – العمارنة من 1350 - 1335 قبل الميلاد. تشير الرسالة إلى توربازو، «رئيس البلدية» المفترض / حاكم سيلو، وهو «.. ذبيح عند بوابة مدينة سيلو». كما قتل اثنان من الولاة الآخرين عند بوابة مدينة سيلو. تم الإبلاغ أيضًا عن مقتل توربازو في رسالة أخرى من رسائل تل العمارنة، EA 335، (EA لـ «العمارنة»).

### جزء من EA 288، خطاب عبدي هبة القدس
كانت رسائل عبدي هيبا إلى الفرعون المصري متوسطة الطول وناقشات مؤامرات المدن المجاورة للقدس.
قسم من الرسالة 288 بعنوان: «إهمال حميد» (بدءًا من السطر 17):
"[...]
".... لقد سلمت [بناءا على طل]به 10 عبيد، شوطا [الإنجليزية] مندوب الملك، جا[ء إ]لي; سلمت بناءا على طلب شوطا 21 فتاة، 0[8] سجين، كهدية (شولماني [الإنجليزية]) للملك سيدي.راجين أن يذكر الملك أرضه. ضاعت أرض الملك. كلها هاجمتني. أنا في حرب حتى شيرو "Šeru«وجينتي كرميل»Ginti-kirmil«. كل الولاة في سلام، إلا أنا في حالة حرب. أنا أعامل مثل عبيرو، وأنا لا أزور الملك، يا سيدي، لأنني في حالة حرب. أنا كسفينة في عرض البحر. يد الملك القوية أخذت أرض نهريما - (ميتاني) وأرض قاسي، ولكن العبيرو استولوا الآن على مدن الملك نفسه. لم يبق للملك والي واحد، يا سيدي؛ ضاع كل شيء. اعلم أن توربازو»Turbazu«قد قُتل عند بوابة مدينة سيلو (تجارو). الملك لم يفعل شيئا. اعلم أن الخدم الذين انضموا إلى 'عبي[ر]و ضربوا زمرددا»Zimredda«من لاخيشو، وقُتل يابته حده»Yaptih-Hadda«عند» بوابة مدينة«سيلو. الملك لم يفعل شيئا. [لما]ذا لم يستدعهم للمحاسبة؟ أرجوا أن الملك [سيح]مي [أرضه] ونرجو أنه [ير]ى أن يبعث رماة السهام [ليأتو]ا إلى [أر]ضه. إذا لم يكن هناك رماة هذه السنة، كل أراضي الملك، سيدي، ستضيع.»
"...." - نهاية السطر 53 (الأسطر 54-66 (نهاية)، غير مدرجة)

## موقعه في تل حبوة
كان هناك جدل تاريخي حول موقع تجارو. طوال القرن العشرين كان يعتقد أن تجارو في منطقة تل أبو صيفي على بعد 4 كم شرق القنطرة. بعد أعمال التنقيب في أواخر القرن العشرين وأوائل القرن الحادي والعشرين، أصبح الإجماع الحالي على أن موقع تجارو هو تل حبوة بالقرب من القنطرة. يقع تل حبوة على كثبان رملية مما يمنحه ميزة إستراتيجية تتمثل في الأرض المرتفعة.
بدأ المجلس الأعلى للآثار أعمال التنقيب في تل حبوة عام 1988. وقتها اقترح علماء الآثار لأول مرة حصن تجارو تقع في تل حبوة وليس تل أبو صيفي. وفي يوليو 2007 أُعلِنَ عن تأكيد نسبة قلعة تجارو لمنطقة تل حبوة بعد عثورهم على قبور لجنود وخيل وأسوار مبنية بالطوب وخندق. وفي 2008 أُعلِنَ عن المزيد من الاكتشافات بما في ذلك النقوش التي تصور تحتمس الثاني وسيتي الأول ورمسيس الثاني. وفي يناير 2015 أُعلِنَ عن اكتشافات جديدة في الموقع والتي أكدت أنها حصن تجارو.